# Obligacja katastroficzna

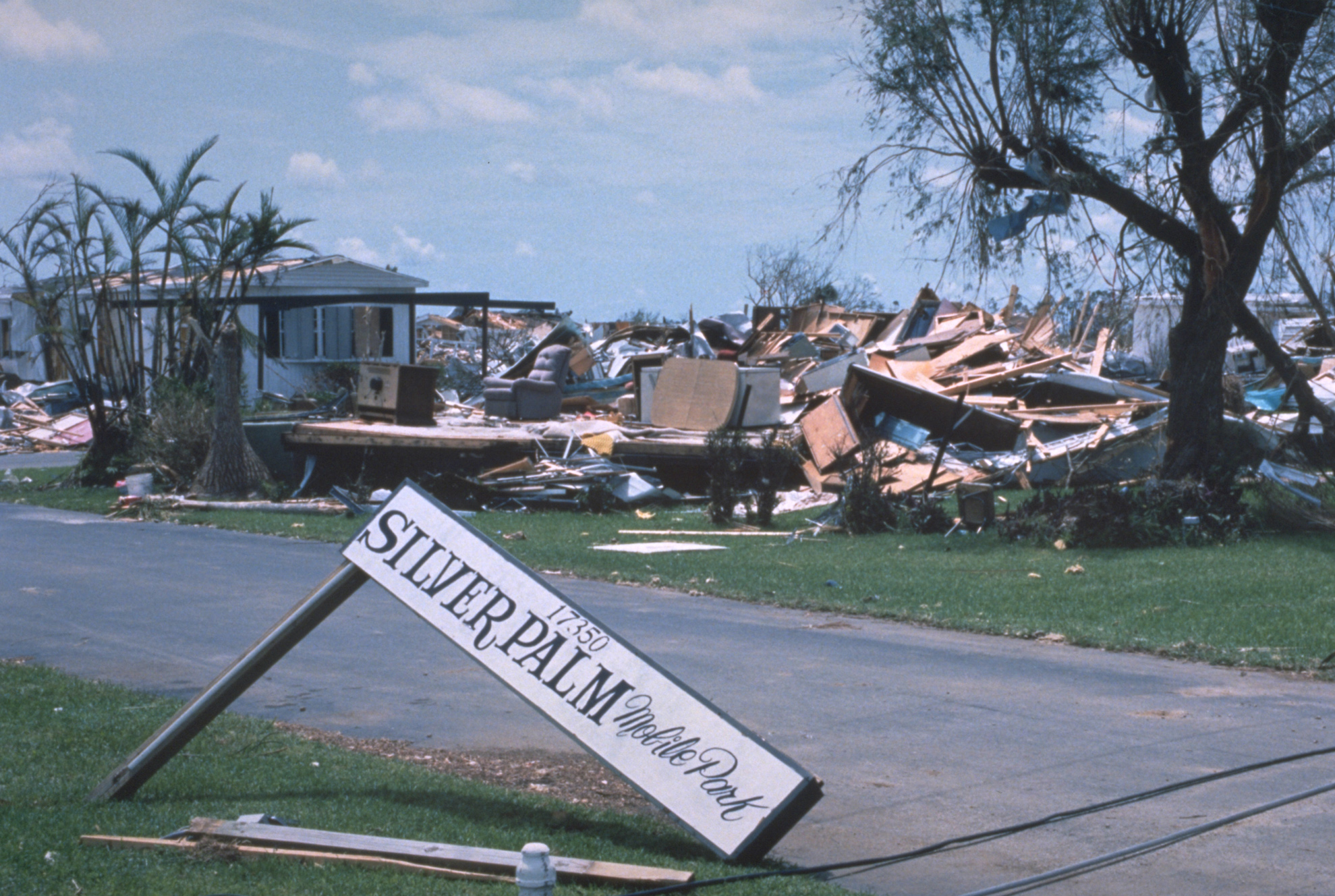
Skutki huraganu Andrews (1992)

Obligacja katastroficzna (z ang. cat bonds) – dłużny papier wartościowy powiązany z ryzykiem, który przenosi cześć ryzyka z emitenta na inwestora. Zostały wprowadzone w latach 90. XX wieku po huraganie Andrew i trzęsieniu ziemi w Northridge. Obligacje katastroficzne powstały z potrzeby towarzystw ubezpieczeniowych w celu reasekuracji ich przed stratami spowodowanymi przez katastrofy typu powódź, trzęsienia ziemi, pożary, huragany czy akty terroru. Charakteryzują się wyższym oprocentowaniem od zwykłych obligacji. Oprocentowanie jest bowiem obarczone dodatkową premią za ryzyko. Finansowanie ryzyka katastrofy jest transferowane na inwestora – posiadacza obligacji katastroficznych. Jeśli nie dojdzie do katastrofy, towarzystwo ubezpieczeniowe wypłaci inwestorowi określoną kwotę odsetek tzw. kupon. Jeśli natomiast zdarzy się katastrofa, dług zostanie umorzony. Pieniądze zostaną wykorzystane przez towarzystwa ubezpieczeniowe na spłatę swoich roszczeń. Zwykle charakteryzują się krótszym niż 3 lata terminem zapadalności. Emitentami obligacji katastroficznych najczęściej są duże towarzystwa ubezpieczeniowe i firmy reasekuracyjne z krajów rozwiniętych, a nabywcami z reguły fundusze inwestycyjne i inne podmioty finansowe dążące do większej dywersyfikacji swoich portfeli inwestycyjnych.

## Historia
Powstały w połowie lat 90. XX wieku w Stanach Zjednoczonych. Bodźcem do emisji pierwszych obligacji katastroficznych były wielomiliardowe straty spowodowane w 1992 roku przez huragan Andrew w Stanach Zjednoczonych. W bardzo trudnej sytuacji znalazły się wówczas towarzystwa ubezpieczeniowe ubezpieczające obszary silnie dotknięte przez huragan. Zaczęto więc poszukiwać nowych sposobów reasekuracji ryzyka katastroficznego. Pierwszą firmą, która wyemitowała obligacje katastroficzne była amerykańska firma reasekuracyjna St. Paul Re. Były to 10-letnie papiery wartościowe zabezpieczające przed ryzykiem katastroficznym o wartości 68,5 mld USD.

## Emisja
Emisja obligacji katastroficznych odbywa się za pośrednictwem spółki specjalnego przeznaczenia (Special Purpose Reinsurance Vehicle – SPRV). Spółka ta na podstawie umowy zawartej ze sponsorem (inicjatorem), którym jest ubezpieczyciel bądź inny podmiot transferujący ryzyko katastroficzne na rynek kapitałowy, przeprowadza emisję obligacji katastroficznych skierowaną do dużych podmiotów instytucjonalnych, takich jak: banki inwestycyjne, fundusze emerytalne, fundusze hedgingowe i inne fundusze inwestycyjne. Emitent uzyskuje od sponsora określoną składkę reasekuracyjną. Wpływy z emisji oraz składki SPRV lokowane są na rachunku inwestycyjnym, z którego zyski są przeznaczone na finansowanie działalności SPRV i wypłatę należnych odsetek obligatariuszom. Oferta emisyjna oprócz terminu zapadalności obligacji oraz ich oprocentowania określa rodzaj, lokalizację geograficzną i skutki katastrof pociągające za sobą konieczność wypłacenia przez SPRV sponsorowi określonej kwoty na pokrycie odszkodowań. Wypłata pieniędzy następuje przy tym na koszt nabywców obligacji katastroficznych. Przedmiotem emisji cat bonds z reguły są katastrofy o sile spotykanej raz na 100–250 lat, a więc o prawdopodobieństwie wystąpienia w danym roku mniejszym niż 1%.
Kluczowe znaczenie przy obligacjach katastroficznych ma określenie zdarzenia ubezpieczeniowego, tzw. zapadki (trigger event), od którego zależy to, czy inwestor otrzyma od emitenta tych papierów zwrot całości lub części zainwestowanych środków finansowych oraz odsetki. W razie przekroczenia określonych parametrów, jak np. indeksu strat sektora ubezpieczeniowego lub siły katastrofy ubezpieczyciel otrzymuje od SPRV określoną kwotę środków na pokrycie wypłacanych odszkodowań. Jednocześnie odpowiedniemu pomniejszeniu ulegają kwoty wypłacone nabywcom obligacji katastroficznych z tytułu odsetek i/lub zwrotu wartości nominalnej papieru.
Przykładowo można podać, że CAT bonds wyemitowane przez firmę Parametric Re Ltd zawierały klauzulę, że w razie wystąpienia w Regionie Tokijskim trzęsienia ziemi o sile 7,2 lub większej w skali Richtera płatności na rzecz obligatariuszy, obejmujące zarówno odsetki, jak i zwrot wartości nominalnej obligacji, zostaną obniżone o 40%. Natomiast obligacje wyemitowane przez USA Inc. Catastrophe mogą się stać bezwartościowe dla inwestorów w sytuacji, gdy jakikolwiek huragan na obszarze od stanu Maine po Texas wyrządzi szkody wynoszące co najmniej 1,5 mld USD.

## Rating
Obligacje CAT są często oceniane przez agencję, taką jak S&P Global Ratings, Moody’s lub Fitch Ratings. Typowa obligacja korporacyjna jest oceniana na podstawie prawdopodobieństwa niewykonania zobowiązania z powodu bankructwa emitenta. Natomiast obligacja katastroficzna oceniana jest na podstawie prawdopodobieństwa niewykonania zobowiązania z powodu kwalifikującej się katastrofy powodującej stratę kapitału. Nabywanie obligacji katastroficznych ułatwia inwestorom fakt, iż są one objęte standardowymi systemami ratingowymi, dzięki którym nabywca może je porównać z innymi instrumentami finansowymi. Większość obligacji katastroficznych otrzymuje rating BB lub B.

## Uczestnicy rynku
Do grona częstych emitentów obligacji katastroficznych należą USAA, Scor SE, Swiss Re, Munich Re, Liberty Mutual, Hannover Re, Allianz i Tokio Marine Nichido. Natomiast w grupie banków inwestycyjnych, aktywnych w obrocie obligacjami katastroficznymi, znajdują się takie banki jak BNP Paribas, Deutsche Bank czy Goldman Sachs.
Nabywając obligacje katastroficzne, inwestorzy mają na względzie dywersyfikację ryzyka portfela inwestycyjnego i uzyskiwanie znacznie wyższych niż od obligacji skarbowych odsetek.
W 2006 r. pierwszym państwem, które wyemitowało obligacje katastroficzne był Meksyk. Zabezpieczały one przed ryzykiem wystąpienia trzęsień ziemi w tym kraju.